# Brooks Koepka
Brooks Koepka (West Palm Beach, 3 maggio 1990) è un golfista statunitense.
Vincitore dello U.S. Open nel 2017 e nel 2018 e del PGA Championship nel 2018, 2019 e nel 2023, è diventato il primo golfista della storia a detenere contemporaneamente i titoli di due Major per due anni consecutivi. È divenuto numero 1 del mondo nell’Official World Golf Rankings dopo aver ottenuto la CJ Cup del 2018, occupando tale posizione in quattro riprese per un totale di quarantasette settimane.

## Carriera
Giocò a golf presso l’Università statale della Florida a Tallahassee e, da amatore, vinse tre tornei e per tre volte fu All-America. Arrivò a qualificarsi per gli U.S. Open 2012, dove però non passò il taglio.
Nella stessa estate passò al professionismo, partecipando al Challenge Tour. Vinse il primo titolo al Challenge de Catalunya, mentre nella successiva stagione si aggiudicò il Montecchia Open e trionfò al Challenge de España, dove stabilì il punteggio record della competizione, 260 (-24), vincendo di ben 10 colpi. Tre settimane più tardi, con la vittoria dello Scottish Challenge, guadagnò la possibilità di disputare l’European Tour per il resto del 2013 e nel 2014.
In questa annata vinse il Turkish Airlines Open e si piazzò terzo al Dubai Desert Classic ed agli Omega European Masters. Arrivato ottavo nella classifica della Race to Dubai, fu nominato "debuttante dell’anno". Nel 2015 arriva anche il primo titolo nel PGA Tour, il Phoenix Open. All’Open Championship finisce decimo e al PGA Championship conclude quinto. Al termine della stagione rinuncia a partecipare all’European Tour.
Allo U.S. Open 2017 vince il suo primo Major, mettendo a segno un -16 ed eguagliando così il record del torneo di Rory McIlroy del 2011. Nella successiva annata, nonostante un intervento subito al polso e il conseguente ritiro dal Masters, riesce a difendere con successo il titolo dello U.S. Open (nessuno vi era riuscito dopo Curtis Strange nel 1989) e si aggiudica il terzo Major, il PGA Championship. Grazie alla vittoria della CJ Cup raggiunge la prima posizione del ranking mondiale.
Nel maggio 2019 trionfa di nuovo al PGA Championship, risultato che gli permette di riconquistare il primato nel ranking, mantenuto in seguito per 38 settimane consecutive. In questo anno vince anche la sua prima competizione dei World Golf Championships, il FedEx St. Jude Invitational. Per il secondo anno consecutivo viene nominato "giocatore dell’anno" dalla PGA d’America. Qualificatosi per la Presidents Cup 2019, è costretto al ritiro per un infortunio al ginocchio che lo condiziona anche nella stagione 2020.
Nel febbraio 2021 torna al successo al Waste Management Phoenix Open, dove nell'ultima giornata rimonta cinque colpi di svantaggio con un punteggio di 65, 6 colpi sotto il par.
Il 21 maggio 2023 si aggiudica il terzo PGA Championship in carriera, diventando il quinto giocatore a vincere cinque Tornei Major.

## Vittorie professionali (22)

### PGA Tour (9)
| Legenda                      |
| Tornei Major (5)             |
| World Golf Championships (1) |
| Altri PGA Tour (3)           |

| N° | Data             | Torneo                            | Punteggio di vittoria | Margine | Secondo/i                                   |
| -- | ---------------- | --------------------------------- | --------------------- | ------- | ------------------------------------------- |
| 1  | 1º febbraio 2015 | Waste Management Phoenix Open     | -15 (71–68–64–66=269) | 1 colpo | Hideki Matsuyama, Ryan Palmer, Bubba Watson |
| 2  | 18 giugno 2017   | U.S. Open                         | -16 (67–70–68–67=272) | 4 colpi | Brian Harman, Hideki Matsuyama              |
| 3  | 17 giugno 2018   | U.S. Open (2)                     | +1 (75–66–72–68=281)  | 4 colpi | Tommy Fleetwood                             |
| 4  | 12 agosto 2018   | PGA Championship                  | -16 (69–63–66–66=264) | 2 colpi | Tiger Woods                                 |
| 5  | 21 ottobre 2018  | CJ Cup at Nine Bridges            | -21 (71–65–67–64=267) | 4 colpi | Gary Woodland                               |
| 6  | 19 maggio 2019   | PGA Championship (2)              | -8 (63–65–70–74=272)  | 2 colpi | Dustin Johnson                              |
| 7  | 28 luglio 2019   | WGC-FedEx St. Jude Invitational   | -16 (68–67–64–65=264) | 3 colpi | Webb Simpson                                |
| 8  | 7 febbraio 2021  | Waste Management Phoenix Open (2) | -19 (68–66–66–65=265) | 1 colpo | Lee Kyoung-hoon, Xander Schauffele          |
| 9  | 21 maggio 2023   | PGA Championship (3)              | -9 (72–66–66–67=271)  | 2 colpi | Viktor Hovland, Scottie Scheffler           |

### European Tour (6)
NB: le vittorie ufficiali nello European Tour comprendono 5 tornei Major e 1 torneo WGC già elencati nelle vittorie del PGA Tour (questi tornei sono eventi ufficiali di entrambi i Tour)
| Legenda                         |
| Tornei Major (5)                |
| World Golf Championships (1)    |
| Race to Dubai finals series (1) |
| Altri European Tour (0)         |

| N° | Data             | Torneo                          | Punteggio di vittoria | Margine | Secondo                           |
| -- | ---------------- | ------------------------------- | --------------------- | ------- | --------------------------------- |
| 1  | 16 novembre 2014 | Turkish Airlines Open           | -17 (69–67–70–65=271) | 1 colpo | Ian Poulter                       |
| 2  | 18 giugno 2017   | U.S. Open                       | -16 (67–70–68–67=272) | 4 colpi | Brian Harman, Hideki Matsuyama    |
| 3  | 17 giugno 2018   | U.S. Open (2)                   | +1 (75–66–72–68=281)  | 4 colpi | Tommy Fleetwood                   |
| 4  | 12 agosto 2018   | PGA Championship                | -16 (69–63–66–66=264) | 2 colpi | Tiger Woods                       |
| 5  | 19 maggio 2019   | PGA Championship (2)            | -8 (63–65–70–74=272)  | 2 colpi | Dustin Johnson                    |
| 6  | 28 luglio 2019   | WGC-FedEx St. Jude Invitational | -16 (68–67–64–65=264) | 3 colpi | Webb Simpson                      |
| 7  | 21 maggio 2023   | PGA Championship (3)            | -9 (72–66–66–67=271)  | 2 colpi | Viktor Hovland, Scottie Scheffler |

### Japan Golf Tour (2)
| N° | Data             | Torneo                        | Punteggio di vittoria | Margine | Secondo/i                                         |
| -- | ---------------- | ----------------------------- | --------------------- | ------- | ------------------------------------------------- |
| 1  | 20 novembre 2016 | Dunlop Phoenix Tournament     | -21 (65–70–63–65=263) | 1 colpo | Yuta Ikeda                                        |
| 2  | 19 novembre 2017 | Dunlop Phoenix Tournament (2) | -20 (65–68–64–67=264) | 9 colpi | Lee Sang-hee, Prayad Marksaeng, Xander Schauffele |

### LIV Golf Tour (4)
| N° | Data            | Torneo                        | Punteggio di vittoria | Margine | Secondo/i                    |
| -- | --------------- | ----------------------------- | --------------------- | ------- | ---------------------------- |
| 1  | 16 ottobre 2022 | LIV Golf Invitational Jeddah1 | −12 (62-67-69=198)    | Playoff | Peter Uihlein                |
| 2  | 2 aprile 2023   | LIV Golf Orlando1             | −15 (65-65-68=198)    | 1 colpo | Sebastián Muñoz              |
| 3  | 15 ottobre 2023 | LIV Golf Jeddah1 (2)          | −14 (66-62-68=196)    | Playoff | Talor Gooch                  |
| 4  | 4 maggio 2024   | LIV Golf Singapore1           | −15 (66-64-68=198)    | 2 colpi | Cameron Smith, Marc Leishman |

## Tornei Major

### Vittorie (5)
| Year | Campionato           | 54 buche           | Punteggio di vittoria | Margine | Secondo                           |
| ---- | -------------------- | ------------------ | --------------------- | ------- | --------------------------------- |
| 2017 | U.S. Open            | 1 colpo di deficit | −16 (67-70-68-67=272) | 4 colpi | Brian Harman, Hideki Matsuyama    |
| 2018 | U.S. Open (2)        | Tie per lead       | +1 (75-66-72-68=281)  | 1 colpo | Tommy Fleetwood                   |
| 2018 | PGA Championship     | 2 colpi lead       | −16 (69-63-66-66=264) | 2 colpi | Tiger Woods                       |
| 2019 | PGA Championship (2) | 7 colpi lead       | −8 (63-65-70-74=272)  | 2 colpi | Dustin Johnson                    |
| 2023 | PGA Championship (3) | 1 colpo lead       | -9 (72–66–66–67=271)  | 2 colpi | Viktor Hovland, Scottie Scheffler |

## World Golf Championships

### Vittorie (1)
| Anno | Campionato                      | 54 buche           | Punteggio di vittoria | Margine | Secondo      |
| ---- | ------------------------------- | ------------------ | --------------------- | ------- | ------------ |
| 2019 | WGC-FedEx St. Jude Invitational | 1 colpo di deficit | −16 (68-67-64-65=264) | 3 colpi | Webb Simpson |